# Sun (album)
Sun is een muziekalbum van Erwin van Ligten uitgebracht in 2016.
Dit album is het vierde album van Erwin van Ligten, waarop een veelheid aan muziekstijlen zijn te horen. Hij  wordt hier begeleid door zijn band The Young Ones, waarin zijn zoon Gino Cochise de drums bespeelt. Naast de Alessi Brothers spelen veel gastmuzikanten mee op dit album.

## Muzikanten
- Dominique Vantomme = keyboard op track 2 strings op 5,8 piano op 9
- Melissa Tulkens - zang op track3
- Udo Demandt - drums op track 4,7,10 percussie op 5,7
- Zoubida Tulkens,Erwin van Ligten - achtergrondzang op track8
- Tatiana Didion - zang op track 9
- Marcus Weijmaere - drums op track 10
- Billy Alessi - keyboard track 11
- Bobby Alessi - mandoline op track 11
- Sarah Jane - zang op track 12
- Jeroen Molenaar - drums op track 14
- Frank Boddin - piano op track 14
- Ruud Breuls - hoorn op track 14

Op alle andere tracks: The Young Ones 

- Gino Cochise - drums
- Mano Yeah - Fender Rhodes
- Jens Dreijer - basgitaar
- Erwin van Ligten - akoestische en elektrische gitaren, baritongitaar, dobro, ukelele, slidegitaar, zang op track 8 bas op 4,9,10,14

## Tracklist
| 1.                 | Sunrise                               | E. van Ligten                                          | 4:38 |
| 2.                 | The Face Of Love                      | D. Robbins, N. Kahn, T. Robbins                        | 2:44 |
| 3.                 | O Leãozinho                           | C. Veloso                                              | 3:43 |
| 4.                 | Sunyi                                 | E. van Ligten                                          | 3:08 |
| 5.                 | Soul Sacrifice & Incident at Neshabur | C.Santana                                              | 6:36 |
| 6.                 | Young Ones Tune                       | G.van Ligten, R. Wijnstein, J. Dreijjer, E. van Ligten | 0:28 |
| 7.                 | Aquila Mamilla                        | E. van Ligten                                          | 3:23 |
| 8.                 | Is This Love                          | The Young Ones                                         | 4:28 |
| 9.                 | Driven                                | L. Weisser, G. Waddy                                   | 4:27 |
| 10.                | Where Do We Go from Here              | E. van Ligten                                          | 3:17 |
| 11.                | Pelagia's Song                        | S. Warbeck                                             | 1:58 |
| 12.                | Africa Unite                          | The Young Ones                                         | 5:25 |
| 13.                | Yar                                   | E. van Ligten                                          | 1:24 |
| 14.                | Conscious                             | F.Boddin                                               | 5:12 |
| 15.                | Loa                                   | E. van Ligten                                          | 1:25 |
| Totale duur: 52:16 |                                       |                                                        |      |